# Rhein Loring
Rein Loring, fa referència tant al cosí de Jorge Loring Martinez, i al motor que els dos van dissenyar.

## Ressenya bibliogràfica
Fernando Rein Loring, va néixer a Màlaga, com el seu cosí. Va cursar estudis de Pèrit Electricista, i es va incorporar a l'exèrcit, on es va convertir en pilot.
Va ser un destacat pilot, ja que va fer dues vegades el vol en avioneta Madrid-Manila, va participar en les guerres del Marroc i la Guerra Civil Espanyola. També va ser un destacat pilot d'Iberia. Va morir el 1973.

## Descripció del motor
Segons es pot apreciar en els diferents dibuixos, i en la secció, que apareix en el llibre de referència, consisteix en un motor de 18 cilindres en W, és a dir, tres blocs de 6 cilindres en línia amb arbre de lleves en cap amb atac directe a les vàlvules (Taques), comandats per arbre rei, pel que sembla un motor de gran potència.